# Forte Trionfale
Il Forte Trionfale è uno dei 15 forti di Roma, edificati nel periodo compreso fra gli anni 1877 e 1891.

Si trova nel suburbio S. XI Della Vittoria, nel territorio del Municipio Roma XIV.

## Storia
Fu costruito a partire dal 1882 e terminato nel 1888, su una superficie di 21,0 ha, sulla via Trionfale, dalla quale prende il nome.
Nel 1921 viene utilizzato come caserma da unità militari dell'Esercito. La caserma fu intitolata al capitano Arnaldo Ulivelli, perito il 2 giugno 1907 precipitando con il suo aerostato sulla via Cassia . Negli anni trenta viene approntato un hangar per il ricovero di dirigibili.
Nei primi anni del Duemila viene dismesso dal Ministero della Difesa e, nel 2015, lo acquista Roma Capitale per farne la nuova sede del Municipio Roma XIV ed altre strutture pubbliche.